# Takeoa huangshan
Takeoa huangshan är en spindelart som beskrevs av Tang, Xu och Zhu 2004. Takeoa huangshan ingår i släktet Takeoa och familjen Zoropsidae. Inga underarter finns listade i Catalogue of Life.